# علی رستگار
علی رستگار  (زاده ۱۳۴۰ سمنان) حسابدار، بانکدار و مدیر اجرایی ایرانی است که به‌عنوان مدیر عامل بانک ملت فعالیت می‌کرد و در جریان رسانه‌ای شدن فیش‌های حقوقی مدیران در تاریخ ۱۰ تیرماه ۹۵ از سمتش استعفا  و پس از چندی با دستور مراجع قضایی و توسط سازمان اطلاعات سپاه بازداشت گردید.
وی ۲۷ سال از سابقه شغلی خود را در بانک ملت گذرانده‌است و پیش از این در جایگاه معاون مدیرعامل و عضو هیئت مدیره بانک ملت فعالیت می‌کرد. رستگار در فاصله سال‌های ۱۳۸۳ تا ۱۳۹۰ نیز رئیس هیئت مدیره شرکت بیمه ما بود. انتخاب رستگار بعنوان مدیر عامل بانک ملت که سال ها سابقه کار در بانک ملت را داشته بود باعث شد که در ظرف یک هفته با 13 درصد رشد در جذب سپرده‌ها مواجه شود. همچنین میزان پس‌اندازهای بانک ملت 10 درصد، سپرده‌های کوتاه مدت 26 درصد و بلندت مدت 14 درصد افزایش یافته بود. در همین حال، برای نخستین بار ارزش کل سهام بانک ملت با نزدیک به 83 درصد رشد مواجه شده و به مرز 10 هزار میلیارد تومان در سال 1394 رسیده بود.

## بازداشت
خبرگزاری تسنیم گزارش داد سازمان اطلاعات سپاه پاسداران در سه‌شنبه ۲۹ تیر ماه ۱۳۹۵ به دستور مرجع قضایی رستگار به همراه معاون او در امور بین‌الملل بانک ملت را بازداشت کرد. محمدعلی جعفری، فرمانده کل سپاه پاسداران، بازداشت‌شدگان را به عضویت در یک «شبکه فساد اقتصادی» متهم کرده که به گفته او «برخی از سیاسیون» هم در این شبکه حضور داشته‌اند.
عباس جعفری دولت‌آبادی، دادستان تهران، پرونده بانک ملت را «یک پرونده مهم» خواند که موضوع آن «جابه‌جایی هشتصد میلیارد تومان» است؛ . ایشان در اسفند ماه ۱۳۹۵از اتهامات تبرئه و آزاد شد.

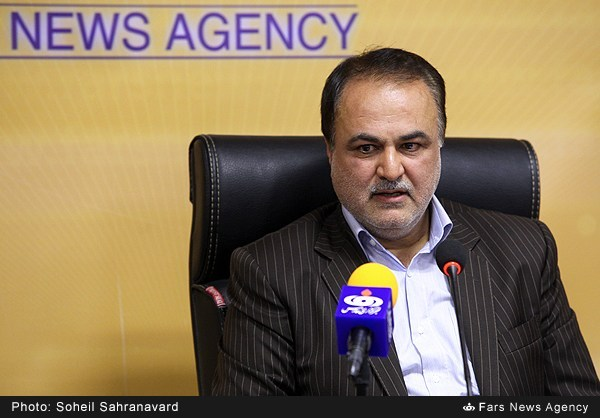
بازدید علی رستگار به عنوان مدیر عامل بانک ملت از خبرگزاری فارس

## سوابق کاری
- حسابدار امور مالی سازمان عمران از سال ۱۳۶۶ الی ۱۳۶۷
- رئیس شعب ممتاز بانک ملت از سال ۱۳۸۲ الی ۱۳۸۵
- رئیس حوزه‌های منطقه ۱ و ۷ تهران بانک ملت از سال ۱۳۸۵ الی ۱۳۸۷
- مدیرکل و مدیر منطقه ۴ و ۵ بانک ملت از سال ۱۳۸۸ الی ۱۳۹۲
- رئیس هیئت مدیره بیمه ما از سال ۱۳۸۳ الی ۱۳۹۰
- مدیر کارگروه بانکداری شرکتی از سال ۱۳۹۱ الی ۱۳۹۲
- عضو هیئت مدیره صندوق تضمین تسویه معاملات بورس اوراق بهادار و فرابورس از سال ۱۳۹۲ تاکنون
- عضو هیئت مدیره شرکت سپرده گذار مرکزی سازمان بورس اوراق بهادار
- رئیس هیئت مدیره پترو فراوان اطلس از سال ۱۳۹۳ تاکنون
- عضو هیئت مدیره هلدینگ بهسازان فردا
- عضو هیئت مدیره بانک ملت از سال ۱۳۹۳ تاکنون
- مدیرعامل بانک ملت تا ۱۰ تیرماه ۹۵